# Cho Sonjin
Cho Sonjin (18 de abril de 1970, Corea del Sur) es un jugador de go profesional.

## Biografía
Cho estuvo 12 años en Corea del Sur antes de decidirse a mudarse y convertirse en profesional en Japón, consiguiendo su objetivo dos años más tarde. Promocionó a 9 dan en 1998. En 1999 derrotó a Cho Chikun en el torneo Honinbo, terminando así con la racha de 10 torneos consecutivos ganados.

## Campeonatos y subcampeonatos
| Título                | Años ganado |
| --------------------- | ----------- |
| Actuales              | 5           |
| Honinbo               | 1999        |
| Copa NEC              | 2006        |
| Copa Agon             | 2000, 2001  |
| Shinjin-O             | 1991        |
| Extintos              | 1           |
| Shin-Ei               | 1991        |
| Continentales         | 2           |
| Copa Agon China-Japón | 2001, 2002  |

| Título          | Años perdido |
| --------------- | ------------ |
| Actuales        | 4            |
| Kisei           | 2001         |
| Honinbo         | 2000         |
| Tengen          | 2002         |
| Shinjin-O       | 1995         |
| Internacionales | 1            |
| Copa Samsung    | 1999         |